# Academia de Studii Economice din București
Academia de Studii Economice din București (abreviată ASE, inițial Academia de Înalte Studii Comerciale și Industriale), este o prestigioasă instituție publică de învățământ superior din București, România, fondată în anul 1913. ASE este una dintre cele cinci universități românești de elită care fac parte din consorțiul „Universitaria” care colaborează și cooperează în domeniul învățământului superior și cercetării științifice. 
Universitatea oferă programe de studii acreditate la nivel național la nivel de licență, masterat și doctorat în diverse domenii, inclusiv Administrarea afacerilor, Cibernetică și statistică, Contabilitate, Drept, Economie, Economie și afaceri internaționale, Filologie, Finanțe, Informatică economică, Management, Marketing, Științe administrative, Științe ale educației, Cibernetică, statistică și informatică economică, Limbi moderne aplicate și Sociologie. Universitatea este deținută și finanțată de stat, ceea ce înseamnă că oferă și locuri de studiu la buget (finanțate de către stat).

## Istoric
Istoricul Academiei de Studii Economice din București (ASE) a fost marcat de numeroase evoluții și schimbări, care au adus îmbunătățiri semnificative și dezvoltări în cadrul instituției.
Înființată la 6 aprilie 1913, prin Decret Regal, sub denumirea de "Academia de Înalte Studii Comerciale și Industriale" (AISCI), instituția a avut un parcurs de dezvoltare continuă. În anul 1921, mai precis la 19 august, AISCI a dobândit dreptul de a organiza doctoratul, o etapă importantă pentru consolidarea calității academice.
O altă schimbare semnificativă a avut loc în 1927, când au fost introduse două niveluri de pregătire: licența, cu o durată de trei ani, și doctoratul, cu o durată de cel puțin un an. În același timp, anul preparator a fost introdus în anul universitar 1929-1930, fiind ulterior integrat în anii de studii în 1936.
În 1935, AISCI a trecut din subordinea Ministerului Comerțului și Industriei în cea a Ministerului Instrucțiunii Publice, oferind astfel o nouă direcție instituției.
În anul 1947, în urma fuzionării cu Academia de Studii Cooperatiste, a devenit „Academia de Studii Comerciale și Cooperatiste”. În 1948 Academia de Științe Comerciale și Cooperatiste și-a schimbat numele în „Institutul de Științe Economice și Planificare” (ISEP).
Anii următori au adus noi inovații în planurile de învățământ ale ASE, precum introducerea educației fizice și sportului ca disciplină obligatorie în planurile de învățământ în 1951 sau implementarea învățământului fără frecvență începând cu anul universitar 1951-1952.
În anul 1952, Institutul de Științe Economice și Planificare devine V. I. Lenin (Vladimir Ilici Lenin), iar din anul 1958 în „Institutul de Științe Economice” (ISE).
În 1957, a fost instituită durata de cinci ani pentru studiile la zi, valabilă pentru toate facultățile, consolidând astfel programul de pregătire academică.
În 1967, „Institutul de Stiințe Economice” (ISE) și-a schimbat denumirea în „Academia de Studii Economice” (ASE). ASE avea urmatoarele facultați: Ecomomia producției, Calcul economic si cibernetică economică (nou inființata), Comerț (cu o noua secție: Economia comerțului exterior), Finanțe, Contabilitate, Economie generală.
Continuând cu anul universitar 1968-1969, învățământul seral a fost introdus, extinzând astfel posibilitățile de acces la educație pentru un număr mai mare de studenți, iar din anul 1971, s-au introdus cursurile postuniversitare.
Odată cu anul 1991, învățământul de lungă și scurtă durată (colegii) a fost introdus, asigurând astfel accesul la educație pentru un număr mai mare de tineri.
În 1993, a fost introdusă structura învățământului organizat pe cicluri (module), iar în anul următor, în 1994-1995, au fost adăugate studiile aprofundate (un an, după licență), dezvoltând astfel gama de programe educaționale.
În 1997, ASE a fost recunoscută ca Instituție Organizatoare de Doctorat (IOD), consolidându-și astfel poziția în cercetare și dezvoltând programele de pregătire doctorală.
Începând cu anul universitar 1998-1999, învățământul la distanță a fost introdus sub numele de "Învățământ Economic Deschis la Distanță," oferind o modalitate flexibilă de studiu pentru cei interesați.
În anul 2000-2001, au fost adăugate programele de masterat, completând astfel oferta de programe de studii.
Un moment important în istoria ASE a fost anul 2005, când a fost implementat procesul Bologna, aducând alinierea la standardele europene de învățământ și creând structura cu trei niveluri: licență (3 ani), masterat (2 ani) și doctorat (3 ani).
În anul 2011 a fost introdus un nou model de doctorat, concentrat exclusiv pe cercetare.

## Campus
Academia de Studii Economice din București oferă studenților săi o serie de facilități și resurse pentru a sprijini procesul de învățare și dezvoltare academică. Printre facilitățile oferite se numără un cabinet medical și servicii de stomatologie gratuite, care asigură asistență medicală pentru nevoile de sănătate ale studenților. Aceste servicii medicale contribuie la menținerea stării de sănătate a studenților și la asigurarea unui mediu propice pentru învățare și dezvoltare personală. De asemenea, ASE pune la dispoziție o rețea extinsă de biblioteci, dotate cu colecții bogate de materiale academice și resurse digitale. 
Având ca obiective reducerea abandonului școlar și facilitarea relației cu piața muncii, Centrul de Consiliere și Orientare în Carieră dispune de 7 psihologi profesioniști și oferă servicii de orientare și consiliere pentru elevii de liceu, studenții din diverse programe de studiu, absolvenții proprii sau ai altor universități și chiar angajații ASE.
Pentru cazare, ASE pune la dispoziție cămine studențești. Universitatea deține o serie de clădiri situate în diferite locații, care reprezintă infrastructura sa și servesc în scopuri academice și administrative. Aceste clădiri oferă spații de învățare, cercetare și desfășurare a activităților specifice instituției.
| Nume                                                     | Adresa                                                             |
| -------------------------------------------------------- | ------------------------------------------------------------------ |
| Clădirea Ion N. Angelescu                                | Caderea Bastiliei nr. 2-10 , Sector 1 Piata Romana nr. 6, Sector 1 |
| Clădirea Mihai Eminescu                                  | Bulevardul Dacia nr.41, Sector 1                                   |
| Clădirea Virgil Madgearu                                 | Calea Dorobantilor 15-17, Sector 1                                 |
| Clădirea Mihail Moxa                                     | Mihail Moxa, nr. 5-7, Sector 1                                     |
| Clădirea Victor Slavescu                                 | Calea Grivitei 2-2A, Sector 1                                      |
| Clădirea Stanislas Cihoschi                              | Stanislav Cihoschi nr. 5, Sector 1                                 |
| Sala de sport                                            | Stanislav Cihoschi nr. 5, Sector 1                                 |
| Clădirea Anton Davidoglu                                 | Intrarea Amzei nr. 1-3, Sector 1                                   |
| Clădirea Nicolae Iorga                                   | Serban Voda nr.22-24, Sector 4                                     |
| Cămin Moxa                                               | Mihail Moxa 11, Sector 1                                           |
| Complexul Belvedere Nou                                  | Chibzuinței 2, Sector 6                                            |
| Căminul Tei                                              | Lacul Tei 116, Sector 2                                            |
| Complexul Belvedere Vechi                                | Cristian Pascal 27, Sector 6                                       |
| Complexul Agronomie (C1, C2)                             | Mărăști 59, Sector 1                                               |
| Căminul Occidentului                                     | Occidentului 7, Sector 1                                           |
| Căminul Vitan                                            | Energeticienilor 9-11, Sector 3                                    |
| Căminul Timonierului                                     | Drumul Timonierului 34, Sector 6                                   |
| Căminul Casa de Oaspeți (Bozieni)                        | Bloc 831, Str. Bozieni 8, Sector 6                                 |
| Centrul de Perfecționare Complex Predeal „Ion Gh. Rosca” | Bulevardul Mihail Săulescu 91, Predeal                             |

## Organizare și administrare
Senatul reprezintă organismul decizional al Universității, având o componență formată din membri aleși din rândul cadrelor didactice, studenților și personalului administrativ. Scopul principal al Senatului ASE este de a stabili politicile academice generale, de a aproba programele de studii, de a coordona activitățile de cercetare și dezvoltare, precum și de a lua decizii importante privind funcționarea instituției.
Rectoratul, pe de altă parte, este condus de rectorul Universității, care este ales în funcție și are responsabilitatea conducării generale a instituției. În cadrul Rectoratului, se regăsesc prorectorii, fiecare având atribuții specifice în gestionarea diferitelor domenii-cheie ale universității.
Consiliul de Administrație al Academiei de Studii Economice din București este alcătuit din membrii din conducerea universității și dintr-un reprezentant al studenților. Acesta are un rol important în gestionarea administrativă, financiară și patrimonială a ASE. Membrii Consiliului de Administrație contribuie la luarea deciziilor strategice pentru dezvoltarea instituției, la elaborarea și aprobarea bugetului universității și la asigurarea resurselor necesare pentru funcționarea corespunzătoare a acesteia.

## Învățământ și cercetare
Fiecare facultate din ASE este specializată în domenii specifice ale studiilor economice și de afaceri și este condusă de un decan și un consiliu facultate responsabil cu gestionarea programelor academice, dezvoltarea curriculară, cercetarea și alte activități specifice.
În cadrul ASE se desfășoară o gamă variată de programe de studii, inclusiv studii universitare (licență, masterat, doctorat), programe postuniversitare, programe universitare și postuniversitare de formare psihopedagogică, precum și programe de formare profesională a adulților.
Studiile universitare acoperă ciclurile de licență, masterat și doctorat, oferind studenților oportunitatea de a se specializa și a-și dezvolta cunoștințele și abilitățile în domeniile lor de interes.
Studiile postuniversitare includ programe postdoctorale de cercetare avansată, programe postuniversitare și programe de formare profesională a adulților. Aceste programe sunt adaptate pentru a răspunde nevoilor și cerințelor specifice ale profesioniștilor din diferite domenii.
Studiile de formare psihopedagogică sunt organizate pe două niveluri: Nivelul I, care se efectuează pe parcursul ciclului universitar de licență, și Nivelul II, care are loc după obținerea diplomei de licență; ambele niveluri pot fi urmate și în regim postuniversitar.
Programele de masterat oferă o etapă avansată de studii academice și profesionale, unde studenții pot aprofunda cunoștințele teoretice și dobândi abilități practice relevante pentru domeniul lor de specialitate. Acestea se împart în două tipuri: master de cercetare, care se concentrează pe dezvoltarea abilităților de cercetare, și master profesionale, care se axează pe dezvoltarea abilităților practice și competențelor profesionale.
Universitatea s-a poziționat ca o instituție de cercetare, găzduind 24 centre de cercetare recunoscute și aprobate de Consiliul Național al Cercetării Științifice din Învățământul Superior.
Academia de Studii Economice din București oferă un total de 80 de programe de masterat, distribuite astfel: 60 în limba română, 18 în limba engleză, 1 în limba germană și 1 în limba franceză. Dintre acestea, 4 programe (Cibernetică și economie cantitativă, Statistică aplicată și data science, Informatică economică, Economie europeană, Cercetare fundamentală de marketing) sunt de cercetare, în timp ce restul reprezintă masterate profesionale.
Programe postuniversitare de formare și dezvoltare profesională continuă sunt programe care au ca scop consolidarea competențelor dobândite în timpul studiilor universitare și permit specializarea într-unul sau mai multe domenii de interes. Participarea la aceste programe este deschisă absolvenților cu diplomă de licență sau echivalentă. La finalizarea programelor, se eliberează un certificat de atestare a competențelor profesionale dobândite în cadrul programului respectiv.
Programul de doctorat este un nivel avansat de studii academice, care urmează după finalizarea unui program de masterat. Procesul de obținere a unui doctorat implică mai multe etape, inclusiv obținerea unui grad de masterat într-un domeniu, alegerea unui domeniu specific de cercetare, identificarea unui coordonator, elaborarea unui program individual de cercetare, desfășurarea cercetării în concordanță cu planul stabilit, scrierea tezei de doctorat și susținerea unei prezentări publice a rezultatelor cercetării în fața unei comisii de examinare. După succesul în procesul de apărare, candidatul obține titlul de doctor. Durata programului de studii universitare de doctorat este, de regulă, de 3 ani. În situații speciale, durata programului de studii universitare de doctorat poate fi prelungită cu 1 - 2 ani. 
Domeniile de doctorat oferite de universitate sunt: 
- Administrarea afacerilor
- Cibernetică și statistică
- Contabilitate
- Drept
- Economie
- Economie și afaceri internaționale
- Finanțe
- Informatică economică
- Management
- Marketing

## Activități studențești
Asociațiile studențești sunt organizații non-profit, independente, formate din studenți, care au scopul de a reprezenta interesele și drepturile studenților și de a promova implicarea și participarea activă a acestora în viața academică și socială a instituției. Există 8 asociații studențesti în cadrul universității :
- Uniunea Studenților Academiei de Studii Economice din București (USASE)
- Asociația Studenților Economiști din România (ASER)
- Asociația Studenților în Contabilitate și Informatică de Gestiune (ASCIG)
- Asociația Studenților la Economie Agroalimentară și a Mediului (ASEAM)
- AIESEC București
- Asociația Studenților la Administrare și Resurse Umane (ASARU)
- Asociația Studenților Facultății de Drept (ASFD)
- Business Organization for Students (BOS)
- Clubul de Turism și Ecologie (ECOTUR)
- Sindicatul Studenților din Cibernetică (SiSC)
- Voluntari pentru Idei și Proiecte (VIP)

### Club sportiv universitar
Clubul se extinde pe secțiune pentru: baschet, volei, fotbal, tenis, șah, catchball și bodybuilding.

## Performanțe
În 2021, ASE se află în top 401-450 din lume la domeniul Economie și Econometrie in clasamentul QS World University Ranking.  În clasamentul EECA University Rankings, ASE ocupa locul 167. 
Metarankingul național se bazează pe analiza unor clasamente universitare internaționale recunoscute la nivel global de către International Ranking Expert Group, Inventory of International Rankings (IREG). Pentru realizarea acestui metaranking, au fost selectate 9 clasamente internaționale globale relevante, aplicabile pentru o gamă cât mai largă de universități și care se bazează pe criterii obiective și cantitative, inclusiv rezultatele cercetării.
| Ranking                       | An   | Global  | Țara |
| ----------------------------- | ---- | ------- | ---- |
| THE World University Rankings | 2023 | 501–600 | 1    |
| URAP Economics                | 2023 | 346     | 1    |
| Webometrics                   | 2023 | 1095    | 3    |
| QS EECA                       | 2022 | 171     | 3    |
| THE Afaceri și Economie       | 2023 | 801+    | 3    |
| THE Impact Rankings           | 2023 | 401–600 | 3    |
| THE Științe Sociale           | 2023 | 601-800 | 5    |
| UniRank                       | 2023 | 1493    | 5    |
| URAP World Rankings           | 2023 | 1335    | 6    |
| Metarankingul National        | 2023 | 10      | 10   |
| SCIMAGO Institute Ranking     | 2023 | 5743    | 19   |

### Performanțe sportive
Universitatea ASE căștigat locurile 1, 2 și 3 la Campionatu Național de Șah din 2023.

## Personalități notabile

### Rectori
- 1913-1918 Anton Davidoglu
- 1918-1919 Eugen Ludwig
- 1919-1924 Stanislas Cihoski
- 1924-1929 Ion N. Angelescu
- 1929-1939 Gheorghe Tașcă
- 1930-1940 Ion Răducanu
- 1940-1941 Marin I. Mazilescu
- 1944 Victor Slăvescu
- 1944-1945 Ștefan Stănescu
- 1945-1947 Nicolae M. Maxim
- 1947-1948 Marin I. Mazilescu
- 1948 Gromoslav Mladenatz
- 1948-1949 Anton Alexandrescu
- 1949-1954 Vasile Malinschi
- 1954 Ștefan Arsene
- 1955-1959 Mihail Hașeganu
- 1959-1961 Mircea Nicolaescu
- 1961-1971 Marin A. Lupu
- 1971-1980 Gheorghe Dolgu
- 1980-1985 Ilie Văduva
- 1985-1990 Alexandru Puiu
- 1990-1996 Constantin Bărbulescu
- 1996-2004 Paul Bran
- 2004-2012 Ion Gh. Roșca
- 2012-2016 Pavel Năstase
- 2012-prezent Nicolae Istudor[16]

### Membri ai Academiei Române
- Nicolae Iorga (istorie, 1910)
- Andrei Rădulescu (drept, 1920)
- Victor Slăvescu (economie, 1939)
- Alexandru Bârlădeanu (economie, 1955)
- Vasile Malinschi(economie agrară, 1955)
- Gheorghe Mihoc (matematician, 1963)
- Roman Moldovan (statistică, 1990)
- Nicolae N. Constantinescu (economie, 1990)
- Tudorel Postolache (economie, 1990)
- Victor Tufescu (geografie, 1992)
- Vladimir Trebici (statistica, 1992)
- Iulian Văcărel (finanțe, 1994)
- Mugur Isărescu (finanțe, 2006)
- Ion Răducanu (economie, 1936; repus în drepturi în 1990)
- Gheorghe Tașcă (economie, 1926; repus în drepturi în 1990)
- Nicolae Al. Rădulescu (geografie, 1948)
- Stanciu Stoian (pedagogie, 1963)
- Mircea Dragoș Biji (statistică, 1965)
- Constantin Barbulescu (economie, 1993)
- Constantin Ionete (finanțe, 1993)
- Gheorghe Dolgu (economie, 2010)
- Virgil Madgearu (economie, 1990)

### Miniștri de finanțe
- Virgil Madgearu (1887-1940)
- Manea Mănescu (1916-2009)
- Aurel Vijoli (1902-1981)
- Florea Dumitrescu (1927-2018)
- Alexandru Babe
- Paul Niculescu-Mizil (1923-2008)
- Petre Gigea (n. 1930)
- Theodor Stolojan (1902-1981)
- Eugen Dijmărescu (n. 1948)
- Florin Georgescu (n. 1953)
- Mircea Ciumara (n. 1948)
- Daniel Dăianu (n. 1974)
- Decebal Traian Remeș (1949-2020)
- Ionuț Popescu (n. 1964)
- Mihai Tănăsescu (n. 1956)
- Codruț Șereș (n. 1969)
- Adrian Câciu (n. 1974)
- Eugen Teodorovici (n. 1971)
- Darius Vâlcov (n. 1977)
- Daniel Chițoiu (n. 1967)
- Sebastian Vlădescu (n. 1958)
- Varujan Vosganian (n. 1958)
- Anca Paliu Dragu (n. 1972)

### Doctor honoris Causa
De-a lungul timpului, ASE a omagiat mari personalități ale științei și politicii naționale și internaționale, care și-au adus contribuția la dezvoltarea științei economice și a învățământului superior economic, sau au sprijinit efortul de modernizare a universității noastre, acordându-le titlul de Doctor honoris causa.
- Lawrence Klein
- James M. Buchanan
- Joseph Stiglitz
- Anghel Rugină
- Philip Kotler
- Mihai I al României
- Ion Iliescu
- Nursultan Nazarbaev
- Turgut Özal
- Jacques Santer
- Romano Prodi
- Emma Nicholson
- Mircea Malita
- Dumitru Prunariu
- Mircea Dumitru
- Klaus-Heiner Lehne
- Jaime Gil Aluja
- Abdel Fattah el-Sisi
- Ioan-Aurel Pop
- Cristian Hera
- Sorin Cîmpeanu
- Constantin Virgil Negoiță
- Grigore Belostecinic
- Florin Gheorghe Filip
- Alain Juppé
- Tudorel Toader
- Jean-Claude Juncker

### Absolvenți celebri
- Marinel Burduja (n. 1957), bancher
- Mircea Badea (n. 1974), gazdă de televiziune
- Carmen Daniela Dan (n. 1974), politician
- Nicolae Dănilă (n. 1974), bancher
- Mircea Geoană (n. 1958), diplomat
- Stere Farmache (n. 1956), economist
- Emil Iota Ghizari (n. 1951), guvernator al BNR
- Mugur Isărescu (n. 1949), guvernator al BNR
- Mișu Negrițoiu (n. 1950), politician
- Eugen Nicolăescu (n. 1955), politician
- Leonard Orban (n. 1961), politician
- Hildegard-Carola Puwak (n. 1949-2018), politician
- Sevil Shhaideh (n. 1964), politician
- Smiley (n. 1983), cântăreț
- Nicolae Dănilă (n. 1951), bancher
- Laura Ilie (n. 1993), sportivă
- Ioana Petrescu (n. 1980), politician
- Radu Soviani (n. 1977), jurnalist
- Nicolae Ceaușescu (1918-1989), fost președinte al Republicii Socialiste România
- Corina Crețu (n. 1967), politician
- Constantin Dăscălescu (1923-2003), politician
- Rovana Plumb (n. 1960), politician
- Ilie Verdeț (1925-2001), politician
- Șerban Huidu (n. 1976), gazdă de televiziune
- Nae Lăzărescu (1941-2013), actor
- Ioan Mircea Pașcu (n. 1949), politician
- Matei-Agathon Dan (1949-2023), politician
- Lucian Romașcanu (n. 1967), politician